# GT Advance 3: Pro Concept Racing
GT Advance 3: Pro Concept Racing, conocido en Japón como Advance GT 2 (アドバンスGT2 Adobansu GT Tsū?), es un videojuego de carreras desarrollado por MTO y publicado por Kemco en Japón y por THQ en el resto del mundo para Game Boy Advance. Es la secuela de GT Advance 2: Rally Racing, basada en gran medida en la jugabilidad de GT Advance Championship Racing, y el cuarto juego de la serie GT tercer juego de la subserie GT Advance.

## Jugabilidad
Según los informes, el juego mezcla los dos primeros juegos de la serie: tiene los entornos de la ciudad y las calles pavimentadas del primer juego, pero el motor de la física es resbaladizo, al igual que el segundo, cambiando la estrategia drásticamente de GT Advance Championship Racing . Hay 97 coches disponibles y todos son personalizables. También se ha añadido al juego el modo "Drift Combo", en el que el jugador debe desplazarse un cierto número de veces dentro de un límite de tiempo establecido para desbloquear un coche nuevo.

## Desarrollador
GT Advance 3: Pro Concept Racing se anunció por primera vez el 27 de noviembre de 2002 que estaba en desarrollo. El 3 de febrero de 2003, THQ publicó información actualizada sobre el juego junto con capturas de pantalla, que muestran el aumento del poder gráfico del juego sobre sus predecesores.

## Recepción
El juego recibió críticas "promedio" según el sitio web de agregación de reseñas Metacritic. GameSpot dijo: "En general, GT Advance 3: Pro Concept Racing es una versión más picante del GT Advance original que se lanzó cuando se lanzó Game Boy Advance en junio de 2001". IGN escribió: "Esta es, esencialmente, la 'disculpa' que estábamos esperando de THQ". IGN señaló en su reseña, sin embargo, que otros juegos de Game Boy Advance como Colin McRae Rally 2.0 y Moto Racer Advance tienen mejores sistemas gráficos. En Japón, Famitsu le dio una puntuación de 29 sobre 40.